# Pedro Fermín de Vargas
Pedro Fermín de Vargas y Sarmiento (San Gil, 3 de julio de 1762-Nueva York, 1811) fue un naturalista y economista colombiano. 

## Biografía
Educado en el Colegio Mayor de Nuestra Señora del Rosario de Santafé entre 1776 y 1780, a partir de 1784 se convirtió en discípulo muy apreciado del sabio José Celestino Mutis en su recién establecida Expedición Botánica. Por mediación de tan ilustre mentor obtuvo sucesivos nombramientos como funcionario del gobierno en tiempos de los virreyes Manuel Antonio Flores, Antonio Caballero y Góngora, y José de Ezpeleta. Mientras se desempeñaba como corregidor de Zipaquirá en 1789, en diciembre de 1791 huyó de esa población en compañía de una mujer casada -Bárbara Forero- dejando atrás empleo y hogar.

### Salida sin regreso
Luego de vagar por el Caribe se radicó por un tiempo en Cuba, en donde ejerció con éxito la medicina. En 1797 pasó a España de camino para Francia en pos del mariscal Francisco de Miranda, a quien finalmente encontró en Londres a fines de 1799 según lo registró el Precursor en su Diario el 17 de noviembre de 1799. De inmediato se hicieron compañeros de sueños y conspiraciones y al cabo de un tiempo Vargas viajó a la isla de Trinidad, estratégica posesión arrebatada por los ingleses a los españoles en febrero de 1797, para preparar desde allá una eventual intentona libertaria sobre Venezuela en connivencia con los caudillos criollos Manuel Gual y José María España, cuyos propósitos revolucionarios habían sido descubiertos poco antes en Caracas (13 de julio de 1797). Una vez allá, Vargas introdujo en las comarcas circunvecinas los «Derechos del Hombre» y otros papeles incendiarios, junto con noticias acerca de supuestos ofrecimientos de la Corona británica tendientes a favorecer la autonomía de los habitantes locales. Al cabo de un tiempo, Vargas se enemistó con el gobernador inglés, general Thomas Picton por lo que en octubre de 1803 regresó a Londres. A todas estas se había unido a una mujer con la que tenía una hija, circunstancia que presumiblemente unida a otras razones llevó a un distanciamiento con Miranda que al parecer hizo crisis tras la producción por parte de Vargas de un documento con destino al ministro inglés William Pitt que Miranda consideró una traición por cuanto Vargas aconsejaba en él que el esfuerzo libertario se iniciara por México en vez de hacerlo por Venezuela y Nueva Granada. Vargas no parece haber acompañado a Miranda en el fracasado intento que se inició con su salida de Londres a comienzos de septiembre de 1805. Usó como seudónimo "Fermín Sarmiento", según El Precursor, en la página 268.

## Oscuro final
El rastro de Vargas se pierde para los historiadores colombianos a finales de 1806. El presbítero Roberto M. Tisnés al escribir la biografía de Vargas (1979) refuta la apreciación del también biógrafo Alberto Miramón (1962), quien lo supone asesinado en Nueva York hacia 1811, para proponer en cambio que pudo haber muerto en Londres a fines de 1810. Por su parte, otro historiador (Otto Morales, 1957) afirma que Vargas sí acompañó a Miranda en su aventura de 1806 y lo supone en Nueva York todavía en 1813.

## Primer economista neogranadino
Poseedor de clara inteligencia, que le permitió cultivar con provecho diversas disciplinas, Vargas es generalmente considerado el primer economista político en la Nueva Granada de su tiempo. Condiscípulo y amigo de Antonio Nariño, se le tuvo por incitador de las acciones subversivas del segundo y por más peligroso dadas sus mejores luces intelectuales y mayores conocimientos.